# Algodor (rivière)
Ne doit pas être confondu avec Algodor.
L'Algodor est un cours d’eau espagnol d'une longueur de 102 km qui coule dans les communautés autonomes de Castille-La Manche et de Madrid. Il est un affluent du Tage.

## Source de la traduction
- (es) Cet article est partiellement ou en totalité issu de l’article de Wikipédia en espagnol intitulé « Río Algodor » (voir la liste des auteurs).